# Коплотовце
Коплотовце (словац. Koplotovce) — село в окрузі Глоговец Трнавського краю Словаччини. Площа села 5,8 км². Станом на 31 грудня 2015 року в селі проживало 783 жителі.

## Історія
Перші згадки про село датуються 1113 роком.

## Населення
| Рік:            | 1994. | 2004.   | 2014.    | 2024.    |
| --------------- | ----- | ------- | -------- | -------- |
| Кількість осіб: | 541   | 580     | 768      | 848      |
| Різниця:        |       | +7,20 % | +32,41 % | +10,41 % |

| Рік:            | 2023. | 2024.   |
| --------------- | ----- | ------- |
| Кількість осіб: | 827   | 848     |
| Різниця:        |       | +2,53 % |